# Laura Forgia
Laura Forgia, all'anagrafe Laura Lena Forgia, talvolta conosciuta in passato anche con lo pseudonimo Lena Harva (Angera, 9 ottobre 1982), è una showgirl, modella, attrice e conduttrice televisiva italiana di origine svedese da parte di madre.

## Biografia
Nata ad Angera da padre siciliano (impiegato in un'azienda di elicotteri) e madre svedese (insegnante), ha una sorella più piccola Beatrice; Laura cresce ad Ispra. Inizia a sfilare a 6 anni, negli anni sfila poi per marchi internazionali in tutto il mondo, in particolare Tokyo, Los Angeles, New York, Londra, Parigi e Milano, città in cui ha anche vissuto. Nel frattempo si diploma in teoria e solfeggio al Conservatorio Giuseppe Verdi di Como; inoltre suona il clarinetto, strumento che ha suonato anche nella banda musicale. Successivamente si laurea in ingegneria genetica e biotecnologie mediche all'Università degli Studi dell'Insubria.
Nel 2007 si classifica seconda a Miss Stresa, vince dunque un viaggio e accede di diritto a Miss Turismo; viene inoltre proclamata Miss 500. Nel 2007 e nel 2008 è la zodiachina di Talent1 su Italia 1, affianca, quindi, nella conduzione Tommy Vee e Ciccio Valenti; il programma va in onda anche la notte tra il 31 dicembre 2007 e il 1º gennaio 2008 per aspettare il capodanno 2008 con una puntata speciale intitolata Talent1 Night, la notte dei talenti. Nello stesso periodo studia dizione e recitazione in Italia, poi nel 2008 si forma negli Stati Uniti alla New York Film Academy; prosegue la sua formazione a Londra e Barcellona dove fa un corso di teatro e ha alcune esperienze come attrice teatrale.
Nel 2008 partecipa alla terza edizione di Veline su Canale 5. Nello stesso anno fa la valletta nel programma Artù su Rai 2 e prende parte alla sit com Medici miei, per la regia di Massimo Martelli, nel ruolo di paziente. Nel 2009 recita nel film La vita presa a calci per la regia di Danilo Massi. Nello stesso anno è stata in Corea per realizzare un documentario per Sky; sempre nel 2009 fa l'attrice per Scherzi a parte su Canale 5. Tra il 2009 e il 2010 è inviata per Oktagon su Italia 1/Dahlia TV ed è nel cast di Cuork - Viaggio al centro della coppia su LA7.
Nel 2010 frequenta a Parigi l'École d'Acteurs de Théâtre Cinéma et Télévision; nello stesso anno recita come co-protagonista nel film The Night of the Zombies (La notte degli Zombies) di Charlie P. Lamberti nel ruolo di Vania e ricopre un piccolo ruolo in Vallanzasca - Gli angeli del male per la regia di Michele Placido. Sempre nel 2010 conduce per Canale 10/Odeon TV Sai cosa c'è di nuovo?. In questi anni inizia a realizzare varie pubblicità, attività svolta tuttora, sia a livello di telepromozioni che come fotomodella e testimonial, quali: coop, lenti a contatto SIFI, Sidel, Follettina Girl, Intimo Ragno, Toscano casa, Le Follettine, Hello Kitty gioielli, Pascal make up, Bentley, Polka Magazine, Baboo, Buti orologi, Acqua & Sapone e altre, alcune delle quali realizzate insieme ad Eleonora Cortini. Inoltre, praticando vari sport tra cui l'equitazione, il nuoto e compresi anche quelli estremi (in particolare il rafting), in più occasioni ha realizzato dei servizi in pose, anche sportive, per alcune riviste come Women's Fitness, Più sani più belli, In forma, Top Salute  e altre. Partecipa anche a vari flash mob del fitness.
Nel 2010 si trasferisce a Roma. Tra il 2010 e il 2011 prende parte a Le Iene su Italia 1 ed è nel cast de L'almanacco del Gene Gnocco, programma condotto da Gene Gnocchi su Rai 3, anche in qualità di attrice, per esempio interpreta Eva Kant nella rubrica "Il caso della settimana" in cui viene trattato il rapporto di coppia con Diabolik. Nel 2011, inoltre, sempre su Italia 1, è nel cast del Saturday Night Live from Milano. Sempre nel 2011 prende parte al film Matrimonio a Parigi, per la regia di Claudio Risi; nello stesso anno, inoltre, recita nel cortometraggio Agata e Simona, per la regia di Franco della Posta, in cui ricopre il ruolo della protagonista Simona. Nel 2012 recita nella quinta stagione di Camera Cafè come guest star, nel ruolo di Ingrid. Dal 2011 al 2016 (anno in cui decide lei di lasciare il programma per altri impegni professionali) ha preso parte come "professoressa" a L'eredità, programma condotto da Carlo Conti a staffetta con Fabrizio Frizzi su Rai 1. Inoltre il 19 novembre 2011 è una delle identità nascoste dei Soliti ignoti, programma condotto da Fabrizio Frizzi su Rai 1, proprio con l'identità "professoressa a L'eredità".
L'eredità viene premiata con il Premio TV - Premio regia televisiva nel 2012, nel 2013 e nel 2014, tutte e tre le volte il premio viene ritirato da Carlo Conti con Laura Forgia, Eleonora Cortini, Ludovica Caramis e Francesca Fichera. Nel 2013 cucina alcune volte nelle cucine de La prova del cuoco, programma condotto da Antonella Clerici su Rai 1; gareggia, inoltre, nella squadra del peperone verde vincendo la sfida. Nell'estate del 2014 partecipa alla seconda edizione di Temptation Island, reality show condotto da Filippo Bisciglia su Canale 5, nel ruolo di tentatrice; mentre nell'autunno prende parte alla quarta edizione del talent show Tale e quale show, programma condotto da Carlo Conti su Rai 1, dove interpreta Emma Bunton delle Spice Girls, gli altri membri del gruppo sono interpretati dalle altre "professoresse" (Eleonora Cortini, Ludovica Caramis e Francesca Fichera) e Gabriele Cirilli; il gruppo interpreta Wannabe. Nello stesso anno, sei mesi dopo la sua partecipazione alla seconda edizione di Temptation Island, Canale 5 manda in onda Temptation Island e poi per fare il punto della situazione con i partecipanti. Nel 2014, inoltre, posa per un calendario 2015.
Nel 2015 presenta l'evento Una passione senza fine… #serieA2unica dello Scafati Basket. Nello stesso anno partecipa insieme ad Eleonora Cortini (una delle sue migliori amiche e collega di lavoro con cui ha diviso per un periodo casa a Roma), formando la coppia de "Le professoresse", al reality show di Rai 2, condotto da Costantino della Gherardesca, Pechino Express - Il nuovo mondo ambientato in Sudamerica. La coppia giunge in finale classificandosi quarta. Nel 2016 gestisce insieme ad Eleonora Cortini il canale A casa delle proff, canale, da loro fondato su ToTape, in cui raccontano la vita di tutti i giorni a casa loro o quando sono al lavoro o escono. Durante l'estate del 2016 segue un seminario intensivo dell'acting coach Ivana Chubbuck. Nel 2016, inoltre, è nel video musicale Blow di Jacky Greco feat. Snoop Dogg, Arlissa & JakkCity per la regia di Claudio Zagarini e Chiara Feriani. Nello stesso anno è protagonista, con il ruolo di Gaia, nel film Il mondo di mezzo per la regia di Massimo Scaglione; interpreta anche Marta nel film Maremmamara, per la regia di Lorenzo Renzi.
Dal 2016 al 2017 affianca Teo Mammucari nella conduzione di Cultura moderna, programma in onda su Italia 1; nella trasmissione ricopre anche il ruolo di Marzullina, responsabile dei programmi culturali Mediaset (il riferimento è a Gigi Marzullo, responsabile dei programmi culturali Rai). Il programma viene riproposto, anche, su Mediaset Extra. Nel 2017 rappresenta l'Italia, insieme ad Alex Belli e Fabio Inka, all'evento mondiale Asics "The Big Chase" svoltosi a Los Angeles. Nello stesso anno è opinionista nel programma sportivo Tiki Taka - Il calcio è il nostro gioco su Italia 1; è presentatrice ed ospite di alcuni concerti del cantautore Nigra impegnato nel tour "La stanza di seta", tournée promozionale dell'omonimo album. Nell'aprile del 2017 consegue a Roma, presso la DJ School, l'attestato come deejay professionista. Sempre nel 2017 è anche protagonista nella serie televisiva per Sky Figli randagi per la regia di Massimo Scaglione.
Nel giugno del 2017 presenta la IX edizione del "Premio Moda". Nell'estate dello stesso anno posa per Playboy. Inoltre, sempre nel 2017, prende parte come "panelist" e special guest a Sbandati su Rai 2. Tra il 2017 e il 2018 affianca Giancarlo Magalli nella conduzione de I fatti vostri su Rai 2; decide di lasciare il programma nel 2018 per dedicarsi, tra Milano e Londra, al mondo della moda e delle serie televisive. Nel 2018 interpreta Sonya nel corto Red Carriage per la regia di Mark Melville. Dal 2018 al 2019 è la protagonista, insieme ad un personal trainer, del tutorial La palestra in casa trasmesso su Canale 5 durante la trasmissione televisiva Pomeriggio Cinque. Nel 2019 è la protagonista di una serie di video, realizzati con Asics negli Stati Uniti d'America, che vengono proiettati all'"Expo Firenze Marathon". Durante l'estate 2020 co-conduce E la chiamano estate su Rai 2 e riceve il "Premio CortoMaggiore - Immagini per la TV". Dal 2020 al 2021 co-conduce Stop and Go su Rai 2; inoltre nel 2021 è stata uno dei volti della televendita per "Marion".
Nel 2024 debutta a teatro nel ruolo di Marta Abba, musa ispiratrice di Luigi Pirandello, nello spettacolo Pirandello segreto diretto da Ennio Coltorti.

## Programmi televisivi
- Talent1 (Italia 1, 2007-2008) - zodiachina co-conduttrice
- Talent1 Night, la notte dei talenti (Italia 1, 2007-2008) - zodiachina co-conduttrice
- Veline (terza edizione) (Canale 5, 2008) - concorrente
- Artù (Rai 2, 2008) - valletta
- Documentario in Corea (Sky, 2009) - inviata
- Scherzi a parte (Canale 5, 2009) - attrice
- Oktagon (Italia 1, Dahlia TV, 2009-2010) - inviata
- Cuork - Viaggio al centro della coppia (LA7, 2009-2010) - attrice
- Sai cosa c'è di nuovo? (Canale 10, Odeon TV, 2010) - conduttrice
- L'almanacco del Gene Gnocco (Rai 3, 2010-2011) - attrice
- Le Iene (Italia 1, 2010-2011) - attrice
- Saturday Night Live from Milano (Italia 1, 2011) - attrice
- L'eredità (Rai 1, 2011-2016) - una delle quattro "professoresse"
- Soliti ignoti - Identità nascoste (Rai 1, 2011) - identità nascosta: "professoressa a L'eredità"
- La prova del cuoco (Rai 1, 2013) - cucina e vince nella squadra del peperone verde
- Temptation Island (seconda edizione) (Canale 5, 2014) - tentatrice
- Temptation Island e poi (Canale 5, 2014) - tentatrice
- Tale e quale show (quarta edizione) (Rai 1, 2014) - interpreta Emma Bunton delle Spice Girls insieme alle altre "professoresse" e Gabriele Cirilli
- Pechino Express - Il nuovo mondo (Rai 2, 2015) - finalista (quarta classificata insieme ad Eleonora Cortini con cui forma la coppia de "Le professoresse")
- Cultura moderna (Italia 1, Mediaset Extra, 2016-2017) - Marzullina co-conduttrice
- Tiki Taka - Il calcio è il nostro gioco (Italia 1, 2017) - opinionista
- Sbandati (Rai 2, 2017) - "panelist" e special guest
- I fatti vostri (Rai 2, 2017-2018) - conduttrice
- La palestra in casa (Canale 5, 2018-2019) - tutorial all'interno di Pomeriggio Cinque
- E la chiamano estate (Rai 2, 2020) - conduttrice
- Stop and Go (Rai 2, 2020-2021) - conduttrice

## Filmografia

### Cinema
- La vita presa a calci, regia di Danilo Massi (2009)
- The Night of the Zombies (La notte degli Zombies), regia di Charlie P. Lamberti (2010)
- Vallanzasca - Gli angeli del male, regia di Michele Placido (2010)
- Matrimonio a Parigi, regia di Claudio Risi (2011)
- Maremmamara, regia di Lorenzo Renzi (2016)
- Il mondo di mezzo, regia di Massimo Scaglione (2016)

### Televisione
- Medici miei, regia di Massimo Martelli – sitcom (2008)
- Camera Café – sitcom, episodio 5x124 (2012)
- Figli randagi, regia di Massimo Scaglione - serie televisiva (2017)

### Cortometraggi
- Agata e Simona, regia di Franco della Posta (2011)
- Red Carriage, regia di Mark Melville (2018)

### Videoclip
- Blow di Jacky Greco feat. Snoop Dogg, Arlissa & JakkCity, regia di Claudio Zagarini e Chiara Feriani (2016)

## Teatro
- Pirandello segreto, regia di Ennio Coltorti (2024)

## Altre attività
Playboy
- Posa per Playboy nell'estate 2017[72][80]

Riviste sportive
- Women's Fitness, Più sani più belli, In forma, Top Salute e altre.

Fotomodella, testimonial e telepromozioni
- Coop, lenti a contatto SIFI, Sidel, Follettina Girl, Intimo Ragno, Toscano casa, Le Follettine, Hello Kitty gioielli, Pascal make up, Bentley, Polka Magazine, Baboo, Buti orologi, Acqua & Sapone, Marion e altre.

Calendari
- 2014 - Posa per un calendario 2015

ToTape
- 2016 - A casa delle proff: canale ToTape fondato e gestito con Eleonora Cortini[59][60]